# John Wardley
John Wardley, né le 6 juin 1950, est un concepteur et designer britannique connu dans le domaine des parcs à thèmes et principalement dans la conception de montagnes russes.

## Biographie
Wardley a débuté comme metteur en scène au théâtre, puis travailla plus tard pour l'industrie cinématographique (et notamment à la création des effets spéciaux de cinq des films de James Bond). Il a ensuite été embauché par le Tussauds Group en raison de son expérience. Son premier projet fut la création de "50 Glorious Years" pour la "Royalty and Empire Exhibition" à Windsor.
Il a ensuite été missionné pour transformer le Chessington Zoo de Londres pour qu'il devienne un parc à thème. Maintenant appelé Chessington World of Adventures, le travail de Wardley a permis la construction des montagnes russes à véhicule suspendu Vampire, construites par Arrow Dynamics et le parcours scénique The Fifth Dimension. Il travaillera en partenariat avec les Spark's Creative Services sur le parcours scénique Professor Burp's Bubbleworks qui ouvrit en 1990. Cette attraction fut remaniée en 2005 à la demande du sponsor Imperial Leather sans l'avis de John Wardley.
John travailla aussi et surtout pour le parc Alton Towers pour qui il créa plusieurs attractions et leurs environnements comme Nemesis, Oblivion, Air (devenu Galactica), The Haunted House ou Thirteen.
À noter également parmi ses réalisations, faite avec Geoffrey Thompson, le spectacle de magie Mystique à Pleasure Beach, Blackpool. Le spectacle a été un grand succès, et a été donné pendant près de 20 ans.
Wardley a travaillé avec Chris Sawyer et Frontier Developments pour le jeu vidéo RollerCoaster Tycoon 3. Son nom a d'ailleurs été utilisé comme code secret dans le jeu, permettant de supprimer les limites de hauteur des constructions dans le jeu.
De 2000 à 2007, lorsque le groupe Tussauds a été dirigé par Charterhouse, John Wardley entré mis en retraite anticipée. Toutefois, en mai 2007 Merlin Entertainments a repris l'entreprise et lui a demandé de participer activement aux nouveaux projets dans les parcs à thème du groupe. Son nouveau rôle de consultant, signifie qu'il tient une place importante dans les décisions des nouveaux développements, mais qu'il ne conçoit plus les projets complètement. Ses plus récents projets comprennent Saw - The Ride à Thorpe Park et Thirteen à Alton Towers.

## Attractions créées par John Wardley
- Alton Towers :
  - The Haunted House
  - Galactica (anciennement Air)
  - Nemesis
  - Oblivion
  - Runaway Mine Train
  - The Smiler (plan de voie)
  - Thirteen (consultant)
- Thorpe Park :
  - Saw - The Ride (plan de voie)
  - The Swarm
- Vampire (Chessington World of Adventures)
- Dragon Khan (PortAventura Park)